# Đài Tiếng nói Triều Tiên
Đài Tiếng nói Triều Tiên (tiếng Triều Tiên: 조선의 소리; tiếng Anh: Voice of Korea) là một đài phát thanh quốc tế của Triều Tiên. Hiện nay, đài đã thành lập được các hệ ngôn ngữ phát thanh như: Tiếng Triều Tiên, tiếng Trung Quốc, tiếng Tây Ban Nha, tiếng Đức, tiếng Anh, tiếng Pháp, tiếng Nga, tiếng Nhật, tiếng Ả Rập. Tính đến năm 2002, đài còn được gọi với cái tên là Đài phát thanh Bình Nhưỡng. Tín hiệu ngắt quãng của Đài Tiếng nói Triều Tiên giống hệt với tín hiệu ngắt quãng của Đài Truyền hình Trung ương Triều Tiên. Đài có trụ sở tại Ryugyong-dong, khu Phổ Thông Giang thuộc thủ đô Bình Nhưỡng, nước Cộng hòa Dân chủ Nhân dân Triều Tiên.

## Lịch sử
Nguồn gốc của Đài Tiếng nói Triều Tiên có thể được ra mắt từ năm 1936, và lúc đó cũng là lúc đài phát thanh JBBK ra mắt. Đài được điều hành bởi Lực lượng Phòng vệ Nhật Bản đang chiếm đóng, đài phát thanh JBBK đã phát sóng chương trình thứ nhất và thứ hai như một phần của mạng vô tuyến của Nhật Bản phủ sóng trên Bán đảo Triều Tiên từ Seoul.
Đài được thành lập vào tháng 10 năm 1945 với tên gọi Đài phát thanh Bình Nhưỡng, và chính thức bắt đầu chương trình vào ngày 14, với truyền hình trực tiếp bài phát biểu chiến thắng của Kim Nhật Thành khi ông trở lại Bình Nhưỡng vào cuối Thế Chiến II.
Chương trình phát sóng nước ngoài đầu tiên bằng tiếng Trung vào ngày 16 tháng 3 năm 1947. Các chương trình phát sóng bằng tiếng Nhật bắt đầu vào năm 1950, sau đó là tiếng Anh (1951), tiếng Pháp và tiếng Nga (1963), tiếng Tây Ban Nha (1965), tiếng Ả Rập (1970), và tiếng Đức (1983).
Đến năm 1960, Đài phát thanh Bình Nhưỡng đã phát sóng 159 giờ chương trình mỗi tuần. Năm 1970, tổng số giờ phát sóng hàng tuần là 330 giờ và đến năm 1980 là 597 giờ. Năm 1990, thời lượng phát sóng hàng tuần giảm xuống còn 534 giờ mỗi tuần, 529 giờ mỗi tuần trong năm 1994, và 364 giờ mỗi tuần trong năm 1996.
Năm 2002, đài đã được đổi tên từ Đài phát thanh Bình Nhưỡng thành Đài Tiếng nói Triều Tiên.

## Chương trình
Không giống như hầu hết các đài phát thanh truyền hình hình quốc tế, "Đài Tiếng nói Triều Tiên" không phát một tín hiệu trong thời gian những phút bắt đầu phát sóng. Thay vào đó nó phát một tín hiệu trong hàng giờ. Việc này được thực hiện rải rác bởi các trạm nhận diện và theo sau đó là bài quốc ca của Cộng hòa Dân chủ Nhân dân Triều Tiên. Trong hoặc sát những ngày lễ quốc gia quan trọng (sinh nhật của Kim Nhật Thành hay Kim Chính Nhật, hay kỉ niệm ngày Quốc khánh), đài thường phát sóng "Bài ca Tướng quân Kim Nhật Thành" và "Bài ca Tướng quân Kim Chính Nhật" sau đó. Một bản tin được phát sóng sau đó, với tất cả tin tức được lấy từ Hãng Thông tấn Trung ương Triều Tiên. Nếu chúng là các tin tức liên quan đến Kim Nhật Thành hay Kim Chính Nhật, chúng luôn được đưa đầu tiên. Ngoài ra, Tiếng nói Triều Tiên cũng thường bao gồm các tường thuật về cuộc đời và thành tựu của Kim Nhật Thành và Kim Chính Nhật, những lời ca ngợi hai ông của người nước ngoài, các chương trình về văn hóa, lịch sử hay âm nhạc Bắc Triều Tiên.
Trước đây, đài này đã phát các tin nhắn được mã hóa cho các điệp viên Bắc Triều Tiên. Thông lệ này kết thúc với Tuyên bố chung Bắc - Nam ngày 15 tháng 6. Năm 2006, Đài Tiếng nói Triều Tiên bắt đầu phát sóng trên cùng tần số với đài số Lincolnshire Poacher. Không rõ đây là một nỗ lực cố ý làm thất vọng những người điều hành kẻ săn trộm thông tin hay là một vụ tai nạn, vì nó không phải là không rõ để Đài Tiếng nói Triều Tiên vô tình làm nhiễu tín hiệu của chính mình bằng cách truyền đồng thời các chương trình bằng các ngôn ngữ khác nhau trên cùng một tần số.

## Phát thanh truyền hình
Đài Tiếng nói Triều Tiên được phát trên tần số vô tuyến HF hoặc sóng ngắn, cũng như sóng trung để có thể vươn tới các nước láng giềng. Một vài tần số nằm ngoài các băng tần phát thanh sóng ngắn của Liên minh Viễn thông Quốc tế, khiến chúng ít bị can thiệp gây nhiễu nhưng cũng ít phù hợp với các thiết bị thu sóng cũ. Gần đây, nó đã tăng tỷ lệ phát sóng vệ tinh.
Hầu hết các chương trình phát sóng được truyền từ địa điểm phát sóng ngắn Kujang (năm máy phát 200 kW), cách thành phố Kujang khoảng 25 km. (40°04′42,1″B 126°06′42,4″Đ / 40,06667°B 126,1°Đ)  Một địa điểm máy phát ở Kanggye (năm máy phát 200 kW) cũng được sử dụng. Một địa điểm ở Bình Nhưỡng (10 máy phát 200 kW) cũng đang được sử dụng.
Đôi khi, Đài Tiếng nói Triều Tiên đã bỏ lỡ dịch vụ thông thường của mình. Sự gián đoạn này chưa hề được Đài Tiếng nói Triều Tiên giải thích tại sao, nhưng chúng được cho là do công tác kỹ thuật tại các điểm phát, thiết bị bị lỗi hoặc do mất điện. Vào năm 2012, sự gián đoạn xảy ra khi đất nước đang phải đối mặt với một trong những tình trạng thiếu điện tồi tệ nhất trong nhiều năm. Khoảng thời gian không phát sóng cũng ảnh hưởng đến tín hiệu gây nhiễu sóng của chính Bắc Triều Tiên, nó được thiết kế để ngăn chặn việc tiếp nhận các đài của Hàn Quốc như Echo of Hope, Voice of the People, và KBS Hanminjok Radio.
Đài Tiếng nói Triều Tiên được phát sóng trên vệ tinh ChinaSat 12 cùng với Đài Phát sóng truyền hình Trung ương Triều Tiên (KCBS) và Đài Truyền hình Trung ương Triều Tiên.

### Lịch trình phát sóng
Đây là danh sách các chương trình phát sóng của Đài Tiếng nói Triều Tiên theo ngôn ngữ tính đến tháng 8 năm 2019. Tất cả thời gian đều theo Giờ Phối hợp Quốc tế.

#### Tiếng Ả Rập
Tất cả các chương trình phát sóng bằng tiếng Ả Rập được truyền từ Kujang.
| Thời gian bắt đầu | Thời gian kết thúc | Tần số phát sóng (kHz) | Khu vực phát sóng     |
| ----------------- | ------------------ | ---------------------- | --------------------- |
| 15:00             | 15:57              | 9890, 11645            | Trung Đông và Bắc Phi |
| 17:00             | 17:57              | 9890, 11645            | Trung Đông và Bắc Phi |

#### Tiếng Trung
Tất cả các chương trình phát sóng bằng tiếng Trung đều được truyền từ Kujang.
| Thời gian bắt đầu | Thời gian kết thúc | Tần số phát sóng (kHz) | Khu vực phát sóng |
| ----------------- | ------------------ | ---------------------- | ----------------- |
| 21:00             | 21:57              | 9875, 11635            | Trung Quốc        |
| 22:00             | 23:57              | 9875, 11635            | Trung Quốc        |
| 05:00             | 05:57              | 7220, 9445, 9730       | Đông Bắc Á        |
| 08:00             | 08:57              | 7220, 9445             | Đông Bắc Á        |
| 11:00             | 11:57              | 7220, 9445             | Đông Bắc Á        |
| 21:00             | 21:57              | 7235, 9445             | Đông Bắc Á        |
| 22:00             | 21:57              | 7235, 9445             | Đông Bắc Á        |
| 13:00             | 13:57              | 11735, 13650           | Đông Nam Á        |
| 03:30             | 04:27              | 13650, 15105           | Đông Nam Á        |
| 06:30             | 07:27              | 13650, 15105           | Đông Nam Á        |

#### Tiếng Anh
Tất cả các chương trình phát sóng bằng tiếng Anh đều được truyền từ Kujang.
| Thời gian bắt đầu | Thời gian kết thúc | Tần số phát sóng (kHz) | Khu vực phát sóng     |
| ----------------- | ------------------ | ---------------------- | --------------------- |
| 04:00             | 04:57              | 11735, 13760, 15180    | Trung và Nam Phi      |
| 10:00             | 10:57              | 11710, 15180           | Trung và Nam Phi      |
| 13:00             | 13:57              | 13760, 15245           | Châu Âu               |
| 15:00             | 15:57              | 13760, 15245           | Châu Âu               |
| 18:00             | 18:57              | 13760, 15245           | Châu Âu               |
| 21:00             | 21:57              | 13760, 15245           | Châu Âu               |
| 16:00             | 16:57              | 9890, 11645            | Trung Đông và Bắc Phi |
| 19:00             | 19:57              | 9875, 11635            | Trung Đông và Bắc Phi |
| 13:00             | 13:57              | 9435, 11710            | Đông Nam Á            |
| 15:00             | 15:57              | 9435, 11710            | Đông Nam Á            |
| 04:00             | 04:57              | 7220, 9445, 9730       | Đông Nam Á            |
| 06:00             | 06:57              | 7220, 9445, 9730       | Đông Nam Á            |
| 19:00             | 19:57              | 7210, 11910            | Đông Nam Á            |
| 05:00             | 05:57              | 13650, 15105           | Đông Nam Á            |
| 10:00             | 10:57              | 11735, 13650           | Đông Nam Á            |

#### Tiếng Pháp
Tất cả các chương trình phát sóng bằng tiếng Pháp được truyền từ Kujang.
| Thời gian bắt đầu | Thời gian kết thúc | Tần số phát sóng (kHz) | Khu vực phát sóng |
| ----------------- | ------------------ | ---------------------- | ----------------- |
| 06:00             | 06:57              | 11735, 13760, 15180    | Trung và Nam Phi  |
| 11:00             | 11:57              | 11710, 15180           | Trung và Nam Phi  |
| 14:00             | 14:57              | 13760, 15245           | Châu Âu           |
| 16:00             | 16:57              | 13760, 15245           | Châu Âu           |
| 20:00             | 20:57              | 13760, 15245           | Châu Âu           |
| 14:00             | 14:57              | 9435, 11710            | Bắc Mỹ            |
| 16:00             | 16:57              | 9435, 11710            | Bắc Mỹ            |
| 04:00             | 04:57              | 13650, 15105           | Đông Nam Á        |
| 11:00             | 11:57              | 11735, 13650           | Đông Nam Á        |
| 18:00             | 18:57              | 7210, 11910            | Nam Phi           |
| 18:00             | 18:57              | 9875, 11635            | Tây và Trung Phi  |

#### Tiếng Đức
Tất cả các chương trình phát sóng bằng tiếng Đức được truyền từ Kujang.
| Thời gian bắt đầu | Thời gian kết thúc | Tần số phát sóng (kHz) | Khu vực phát sóng |
| ----------------- | ------------------ | ---------------------- | ----------------- |
| 16:00             | 16:57              | 9425, 12015            | Châu Âu           |
| 18:00             | 18:57              | 9425, 12015            | Châu Âu           |
| 19:00             | 19:57              | 9425, 12015            | Châu Âu           |

#### Tiếng Nhật
Tất cả các chương trình phát sóng bằng tiếng Nhật được truyền từ Kujang, ngoại trừ các chương trình phát sóng 621 kHz và 6070 kHz, được truyền từ Chongjin-Ranam và Kanggye.
| Thời gian bắt đầu | Thời gian kết thúc | Tần số phát sóng (kHz) | Khu vực phát sóng |
| ----------------- | ------------------ | ---------------------- | ----------------- |
| 07:00             | 07:57              | 621, 9650, 11865       | Nhật Bản          |
| 08:00             | 08:50              | 621, 9650, 11865       | Nhật Bản          |
| 09:00             | 09:57              | 621, 6070, 9650, 11865 | Nhật Bản          |
| 10:00             | 10:50              | 621, 6070, 9650, 11865 | Nhật Bản          |
| 11:00             | 11:57              | 621, 6070, 9650, 11865 | Nhật Bản          |
| 12:00             | 12:50              | 621, 6070, 9650, 11865 | Nhật Bản          |
| 21:00             | 21:50              | 621, 9650, 11865       | Nhật Bản          |
| 22:00             | 22:57              | 621, 9650, 11865       | Nhật Bản          |
| 23:00             | 23:50              | 621, 9650, 11865       | Nhật Bản          |

#### Tiếng Nga
Tất cả các chương trình phát sóng bằng tiếng Nga đều được truyền từ Kujang.
| Thời gian bắt đầu | Thời gian kết thúc | Tần số phát sóng (kHz) | Khu vực phát sóng |
| ----------------- | ------------------ | ---------------------- | ----------------- |
| 07:00             | 07:57              | 13760, 15245           | Nga thuộc châu Âu |
| 08:00             | 08:57              | 13760, 15245           | Nga thuộc châu Âu |
| 14:00             | 14:57              | 9425, 12015            | Nga thuộc châu Âu |
| 15:00             | 15:57              | 9425, 12015            | Nga thuộc châu Âu |
| 17:00             | 17:57              | 9425, 12015            | Nga thuộc châu Âu |
| 07:00             | 07:57              | 9875, 11735            | Viễn Đông Nga     |
| 08:00             | 08:57              | 9875, 11735            | Viễn Đông Nga     |

#### Tiếng Tây Ban Nha
Tất cả các chương trình phát sóng bằng tiếng Tây Ban Nha được truyền từ Kujang.
| Thời gian bắt đầu | Thời gian kết thúc | Tần số phát sóng (kHz) | Khu vực phát sóng |
| ----------------- | ------------------ | ---------------------- | ----------------- |
| 03:00             | 03:57              | 11735, 13760, 15180    | Trung và Nam Mỹ   |
| 05:00             | 05:57              | 11735, 13760, 15180    | Trung và Nam Mỹ   |
| 19:00             | 19:57              | 13760, 15245           | Châu Âu           |
| 22:00             | 22:57              | 13760, 15245           | Châu Âu           |

### Trích dẫn công việc
- Wood, James (2000). Lịch sử Phát sóng Quốc tế. IET. ISBN 978-0-85296-920-5.